# HBO Go
 (транскр.  Ејч-Би-Оу гоу) била је међународна платформа видеа на захтев. Био је део телевизијске мреже HBO. Садржао је бројне серије, филмове, као и телевизијске специјале. Замењен је платформом HBO Max.
Дана 8. марта 2022. године HBO Max је заменио HBO Go у Србији.

## Платформе
- (16. децембар 2014)[4]
- (29. април 2011)[5]
- (29. октобар 2015)[6]
- (мај 2019)[7][8]
- (29. април 2011)
- (19. јун 2013)[9]
- (22. новембар 2013)[10]
- (20. март 2019)[11]
- (сада ) (14. фебруар 2019)[12]
- (5. септембар 2020)[13]
- (3. март 2015)[14]
- стриминг плејери (11. октобар 2011)[15][16]
- паметни телевизори, произведени 2013. или касније (17. фебруар 2012)[17]
- TiVo (16. фебруар 2016)[18]
- (20. новембар 2014)[19]